# ルイス・ロックウッド
ルイス・H・ロックウッド（Lewis H. Lockwood 1930年12月16日 - ）は、アメリカ合衆国の音楽学者。ルネサンス期のイタリアの音楽およびルートヴィヒ・ヴァン・ベートーヴェンの生涯と作品を専門としている。ジョゼフ・カーマンはロックウッドを「戦後世代を牽引する音楽の学者であり、ベートーヴェンに関する一流のアメリカ人権威である」と評している。

## 幼少期と教育
1930年12月にニューヨークに生まれた。音楽と美術の高校に通う。その後、クイーンズカレッジで学部生としての成果を遺した際には、著名なルネサンス学者のエドワード・ロウィンスキーが主として助言を行った。続けて1950年代初頭にプリンストン大学大学院でオリヴァー・ストランク、アーサー・メンデル、ニーノ・ピロッタの下で研鑽を積んだ。1955年から1956年にかけてをフルブライト奨学金によりイタリアで過ごし、プリンストン大学で博士号を得た。学位論文の主題とした16世紀の作曲家ヴィンセンツォ・ルッフォの教会音楽は、対抗宗教改革の美学的影響を直接受けている。ロックウッドはチェリストとしても特訓を積んでおり、はじめはアルビン・アントシュに、次いでパガニーニ四重奏団のルチアン・ラポルテに師事した。室内楽奏者としても活動を続けている。

## 業績
1956年から1958年にかけて所属したアメリカ陸軍では第7陸軍交響楽団でチェリストとして演奏した。1958年から1980年にかけてはプリンストン大学で、1980年からはハーバード大学で教鞭を執った。2002年にハーバード大学の職を退いた後はボストン大学で名誉職を得て、同大学のベートーヴェン研究センターで共同所長を務めている。1964年から1967年には『アメリカ音楽学会誌』の編集委員を務め、1987年から1988年にはアメリカ音楽学会会長となった。
ロックウッドのイタリア音楽史に関する業績はまず様式とジャンルの問題に着目するもので、中にはよく知られた用語である「パロディ・ミサ」の再定義やそれに関係する主題がある。その後はルネサンス唯一の音楽の中心であった15世紀のフェラーラの研究に移り、広範な古文書の研究を実施して主要著書である『Music in Renaissance Ferrara, 1400-1505』（1984年）にまとめ上げた。これはエステ家が自らの宮廷を重要拠点としたことによる音楽、音楽家、パトロン活動の網羅的研究である。後年のベートーヴェンに関する業績では、草稿、とりわけベートーヴェンのスケッチブックと自筆譜、そして幅広い研究の枠組みによって知られる。ベートーヴェン研究の初期段階ではチェロソナタ第3番の第1楽章の作曲過程を取り上げ、制作終盤における珍しくも特筆すべきベートーヴェンによる急激な楽章の変容の例を扱った。さらに楽譜に焦点を当てた同様の研究が続く。伝記『ベートーヴェン: 音楽と生涯』（Norton 2003年）はピューリッツァー賞の伝記部門の最終選考まで残った。この後、ジュリアード弦楽四重奏団の団員たちと共著にて『Inside Beethoven's Quartets』（2008年）と題した、弦楽四重奏曲に関する書籍を上梓した。2013年にはアラン・ゴスマンと協力し、ベートーヴェンの数多くの現存するスケッチブックについて最大級の規模、有数の意義深さを持つ最初のクリティカル・エディションという、7年越しの仕事を完成させた。この『Beethoven's "Eroica" Sketchbook』は同年のうちにイリノイ大学出版局から刊行された。続いて発表されたのは『Beethoven's Symphonies: An Artistic Vision』（Norton 2015年）である。近著には広範な分野で1830年代から現在に至るまでのベートーヴェンの伝記を批評的に調査した『Beethoven's Lives'』（2020年）がある。

## 受賞歴
1984年、アメリカ芸術科学アカデミー、2013年にアメリカ哲学協会のメンバーシップに選出されている。1996年にロックウッドの名誉を称えたフェストシュリフトが出版された。アメリカ音楽学会ではロックウッドの栄誉を称え、博士号取得後10年以内の音楽学者が執筆した非凡な書籍1冊に対し、ルイス・ロックウッド賞が贈られている。2018年にはボンのベートーヴェン・ハウス教会の名誉会員に選ばれた。同年には音楽学の分野への貢献により、マーガレット・ベントと共にグイド・アドラー賞を共同受賞している。

## 主要著作
- Beethoven's Lives: The Biographical Tradition (Woodbridge:The Boydell Press, 2020)
- Beethoven's Symphonies: An Artistic Vision (New York: W.W. Norton, 2015)
- Beethoven's "Eroica" Sketchbook: A Critical Edition: Transcription, Facsimile, Commentary; co-authored with Alan Gosman, 2 vols. (University of Illinois Press, 2013)
- Inside Beethoven's Quartets: History, Performance, Interpretation, co-authored with the Juilliard String Quartet (Cambridge, MA: Harvard University Press, 2008)
- Beethoven: The Music and the Life (New York: W.W. Norton, 2003; paperback 2005); finalist for a Pulitzer Prize in biography; translated into eight languages
- Beethoven: Studies in the Creative Process (Harvard University Press, 1992)
- Music in Renaissance Ferrara, 1400-1505 (Oxford University Press, 1984; revised reprint Oxford University Press, 2008)
- The Counter-Reformation and the Masses of Vincenzo Ruffo (Venice: Fondazione Giorgio Cini, 1970)

その他、ロックウッドはルネサンスやベートーヴェンの研究に関して多数の論文、出版物を著している。また、年報『Beethoven Forum』の創刊者でもある。論文、著作の一覧は『The New Beethoven』（Boydell & Brewer, ed. by Jeremy Yudkin, 2020年, xv-xix）にまとめられている。

## 私生活
1953年にドリス・ホフマンと結婚、ドリスが1992年に他界するまでに2人の子ども、ダニエル・ロックウッドとアリソン・ロックウッド・クロンソンを儲けた。1997年にエイヴァ・ブライ・ペンマンと再婚している。